# 대원의
대원의(大元義, ? ~793년)는 발해 제4대 왕이다. 문왕의 종제로, 폐위되었기 때문에 시호가 없다.

## 생애
폐왕(廢王) 대원의의 생년월일과 가계는 알려진 것이 없으나, 760년대에 태어난 것으로 추정된다. 신당서에 의하면 원의는 문왕의 족제라 한다. 일설에는 고왕 대조영의 손자설, 대조영의 종손 설이 있다. 대야발 외에 이름이 전하지 않는 동생의 손자라는 것이다. 대원의는 문왕의 태자인 대굉림(大宏臨)이 일찍 죽자 793년에 문왕의 뒤를 이어 왕위에 올랐으나, 시기심이 많고 성질이 포악해 신하들에게 시해되었다.
이에 대해 《구당서》나 《신당서》에서는 “대원의가 모질고 폭정을 하자 국인(國人)이 앙심을 품고 그를 죽였다.”라고 밝히고 있다. 그 후 발해의 왕위는 대굉림의 아들인 성왕에게 돌아가게 된다.

## 가계
- 조부 : 고왕(大祚榮)
  - 백부 : 무왕(大武藝)
    - 종형 : 문왕(大欽茂)[3]

## 같이 보기
- 신라
  - 원성왕 (785년 ~ 798년)